# PANIC FANCY
《PANIC FANCY》는 오렌지 렌지가 2008년 7월 9일에 발매한 다섯 번째 오리지널 앨범이다.

## 수록곡

### CD
1. Beat it
2. 이케나이 타이요(イケナイ太陽 나쁜 태양[*])
17번째 싱글.
후지 TV 아름다운 그대에게 오프닝 테마.
3. 세카이와르도우치난츄키코~시스헨~(世界ワールドウチナーンチュ紀行 ~シーミー編~ 세계 월드 우치난츄기행~시스편~[*])
'우치난츄'는 '오키나와 사람들'이라고 하는 오키나와의 방언이다.
'시스'는 성묘를 뜻한다.
4. 기미station(君station 네station[*])
18번째 싱글.
후지 TV 금요드라마 《로스:타임:라이프》 주제가.
5. 소이소스 VS 페츄니아록스 feat.ORANGE RANGE (ソイソースVSペチュニアロックス feat.ORANGE RANGE)
6. Sunny Stripe
TBS 프로야구 중계 《THE 프로야구》 2008년도 테마송.
7. 겐지쯔토히(現実逃避 현실도피[*])
8. 시아와세네이로(シアワセネイロ 행복의 음색[*])
NTT〈MUSICO〉TV-CM송.
코드기어스 반역의 를르슈 R2의 1쿨 엔딩.
9. 5
처음으로 베이스 기타의 요(YOH)가 혼자 노래하는 부분이 있다.
순서는 〈야마토→요→히로키→료→나오토〉이다.
10. O2
19번째 싱글.
11. 이카SUMMER(イカSUMMER 오징어SUMMER[*])
16번째 싱글.
12. 타이요또히마와리, 마와리난까키니세즈니…나츠。(太陽と向日葵、周りなんか気にせずに…夏。 태양과 해바라기, 주위 시선따윈 신경 쓰지마…여름.[*])
13. 후유미 (冬美)
14. 도레미파Ship(ドレミファShip 도레미파Ship[*])
요(YOH) 작곡. 보컬을 녹음한 후에도 요(YOH)가 납득하지 않아, 한 번 버려진 곡.
그것을 멤버 대표로 히로키가 요(YOH)를 설득해 되살아난 작품.
15. Happy Birthday Yeah! Yeah! Wow! Wow!